# Nicrophorus melissae
Nicrophorus melissae är en skalbaggsart som beskrevs av Sikes, Madge in Sikes, Madge och Trumbo 2006. Nicrophorus melissae ingår i släktet Nicrophorus och familjen asbaggar. Inga underarter finns listade i Catalogue of Life.